# 고리형 다이-아데노신 일인산

고리형 다이-아데노신 일인산의 2차원 구조

고리형 다이-아데노신 일인산(영어: cyclic di-AMP)은 세균에서 신호 전달에 사용되는 2차 전달자이다.

## 같이 보기
- 고리형 다이-구아노신 일인산 (c-di-GMP)